# Krzydlina Mała (przystanek kolejowy)
Krzydlina Mała – zamknięty w 1961 roku i zlikwidowany w 1970 roku przystanek osobowy, a dawniej stacja kolejowa w Krzydlinie Małej, w gminie Wołów, w powiecie wołowskim, w województwie dolnośląskim, w Polsce. Został otwarty w dniu 1 maja 1916 roku.